# Roman Tunikowski
Roman Tunikowski (ur. 15 sierpnia 1919 w Rudkach k. Lwowa, zm. 21 listopada 1982 we Wrocławiu) – polski architekt i urbanista, wykładowca akademicki Politechniki Wrocławskiej i Politechniki Poznańskiej.

## Życiorys
Około 1947 roku ukończył studia na Wydziale Architektury Politechniki Wrocławskiej. Od 1953 roku pracował w przedsiębiorstwie państwowym Biurze Projektowo-Badawczym Budownictwa Ogólnego „Miastoprojekt Wrocław”, którego następnie został kierownikiem. W tym okresie stworzył swój najbardziej znany projekt, wybudowaną w latach 1954–1958 reprezentacyjną Kościuszkowską Dzielnicę Mieszkaniową, zlokalizowaną w centrum Wrocławia. W 1955 roku za zasługi, na wniosek Ministra Budownictwa Miast i Osiedli odznaczony został Medalem 10-lecia Polski Ludowej. Otrzymał także Odznakę 1000-lecia (1964). W 1966 roku otrzymał tytuł doktora nauk technicznych, natomiast w 1978 roku tytuł profesora nadzwyczajnego. W latach 1950–1968 był wykładowcą na Wydziale Architektury Politechniki Wrocławskiej, następnie przeniósł się na Oddział Architektury na Wydziale Budownictwa Lądowego Politechniki Poznańskiej, który w 1978 roku przekształcony został w odrębny Instytut Architektury i Planowania Przestrzennego Politechniki Poznańskiej. Tunikowski kierował nim w latach 1978–1981.
Zmarł w roku 1982, został pochowany na Cmentarzu Świętej Rodziny we Wrocławiu.

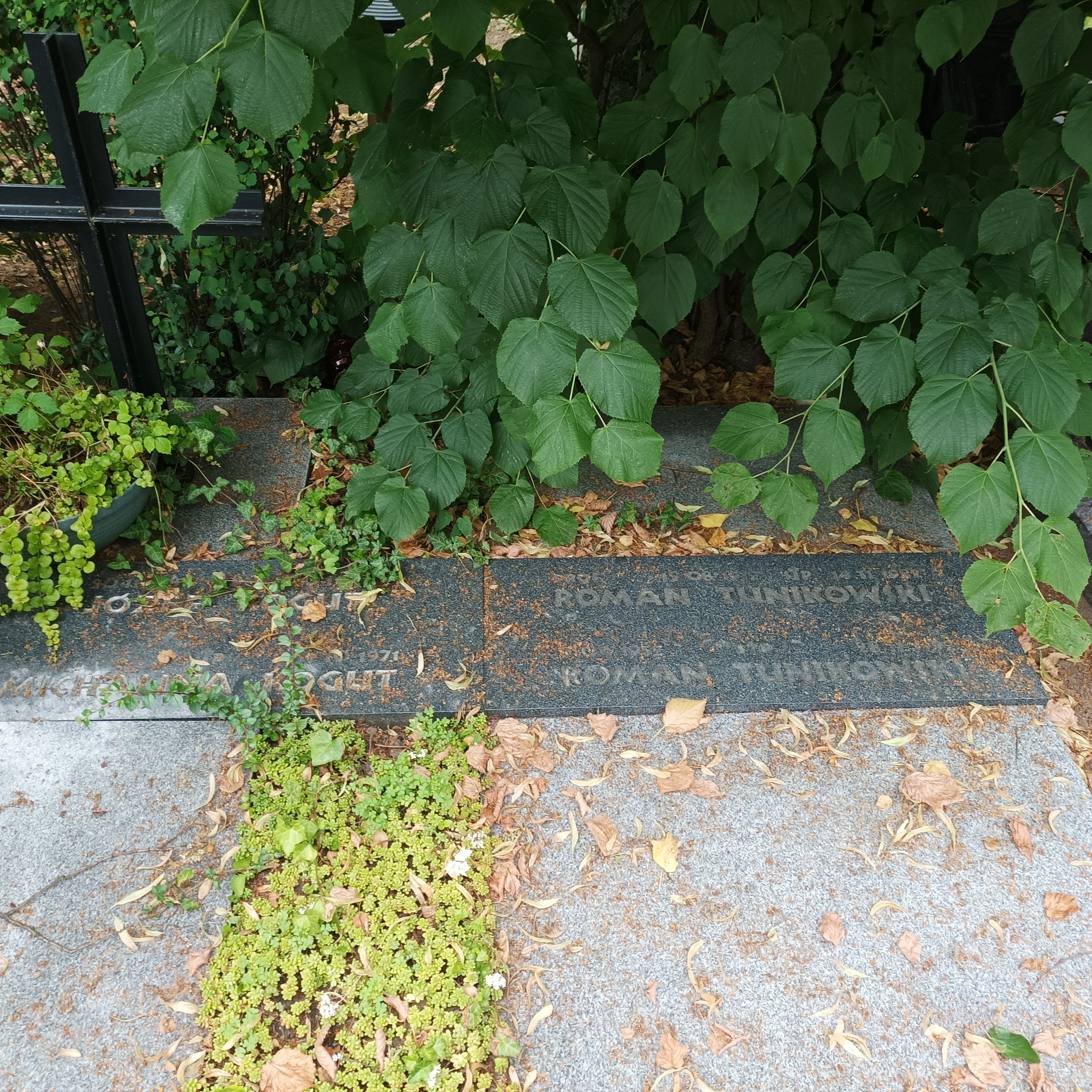
Grób prof. Romana Tunikowskiego na Cmentarzu Świętej Rodziny we Wrocławiu

## Zrealizowane projekty
- Kościuszkowska Dzielnica Mieszkaniowa we Wrocławiu, lata realizacji 1954-1958
- Osiedle Południe we Wrocławiu, lata realizacji ok. 1957
- osiedle Piastów w Bolesławcu[9]
- przebudowa rynku głównego w Jeleniej Górze, lata realizacji ok. 1960 r.
- Osiedle Młodych w Świdnicy, budowa rozpoczęta w 1963 roku
- Osiedle Zabobrze II w Jeleniej Górze, budowa rozpoczęta w roku 1975[10]